# Дајана Риг
Енид Дајана Елизабет Риг (енгл. Enid Diana Elizabeth Rigg; Донкастер, 20. јул 1938 — Лондон, 10. септембар 2020) била је енглеска глумица. Најпознатија је по улози Еме Пил у серији Осветници из 1960-их, грофице Терезе ди Виченцо, супруге Џејмса Бонда у филму У тајној служби Њеног величанства (1969) и Олене Тирел у Игри престола (2013—2017). Такође је имала дугу каријеру у позоришту, тумачећи међу осталима насловну улогу у Медеји и у Њујорку и у Лондону, за коју је 1994. године добила Тонијеву награду за најбољу женску улогу у представи. Уврштена је у Ред британског царства 1988. године и проглашена је дамом 1994. године за своје доприносе драми.